# Institut saských dějin a etnografie
Institut saských dějin a etnografie (německy Institut für Sächsische Geschichte und Volkskunde; zkráceně ISGV) je výzkumná organizace financovaná Saským ministerstvem pro vědu a kulturu se sídlem v Drážďanech, která se zabývá Saskem v historické a etnografické perspektivě.

## Historie

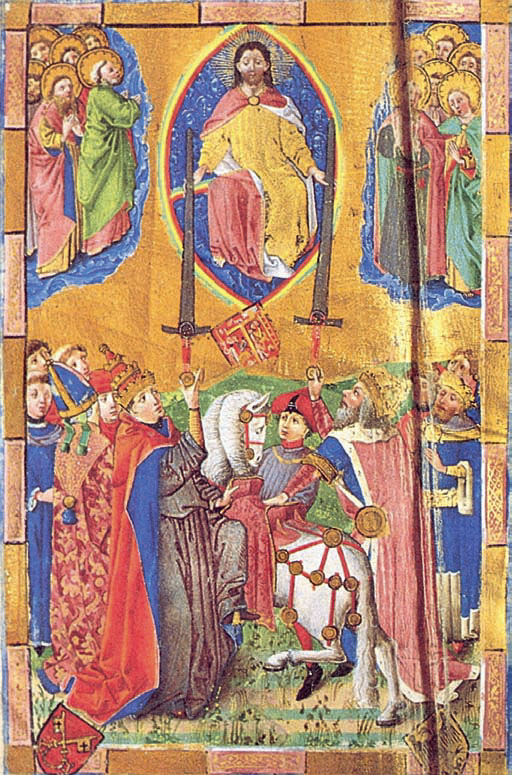
Kristus v mandorle předává papeži a císaři meče duchovní a světské moci (Hans Bornemann, Saské zrcadlo, 1442, Lüneburg, Radní knihovna Ms. Jurid. 1)

Snahy o zřízení Institutu saských dějin a etnografie sahají nazpět k jednomyslnému rozhodnutí Saského zemského sněmu z 23. května 1996. Součástí tohoto rozhodnutí byla koncepce takovéhoto institutu se základním úkolem: „zkoumat bohaté kulturní dědictví Saska, život a životní podmínky v různých saských regionech stejně jako saské zemské dějiny s pomocí mimořádně dobře zachovalé písemné tradice v saských archivech za podmínek svobodného bádání, a představit historické výkony Saska a jeho význam v německém a evropském kontextu, a zároveň přispívat k historickému a vlasteneckému povědomí jako součásti regionální identity jeho obyvatel.“ Po dokončení plánovacích a přípravných prací byl 21. října 1997 založen ISGV jako registrované sdružení. Zakládajícími členy sdružení byly Svobodný stát Sasko, zastoupený Saským ministerstvem pro vědu a umění (SMWK), Technická univerzita v Drážďanech, Lipská univerzita, Technická univerzita v Chemnitz, Technická univerzita Báňská akademie ve Freibergu, Saská akademie věd, Saská zemská a univerzitní knihovna a Lužickosrbský institut v Budyšíně.

## Organizační struktura
Sídlo ISGV se nachází na Zellescher Weg 17 v bezprostředním sousedství univerzitního kampusu a centrální budovy Saské zemské a univerzitní knihovny v Drážďanech. Za dohled nad všemi organizačními záležitostmi ISGV odpovídá kuratorium, v němž jsou zastoupeni zaměstnanci SMWK, rektoři TU Drážďany a Lipské univerzity a jeden člen podpůrčího spolku. Odborné zázemí institutu tvoří vědecká poradní skupina složená z mezinárodně uznávaných odborníků na historii a etnografii. V představenstvu (Direktorium) jsou vždy dva profesoři z TU Drážďany a Lipské univerzity, kteří se ve vedení každé dva roky střídají. V zakládajícím představenstvu působili: Walter Schmitz (TU Drážďany) do roku 1999 a Günther Wartenberg (Lipská univerzita) do roku 2002. Na jejich místo nastoupili držitelé příslušných regionálních kateder na obou univerzitách: Winifried Müller (Drážďany) a Enno Bünz (Lipsko). V květnu 2020 převzal vedení Andreas Rutz. Obě výzkumné oblasti ISGV vedou obvykle vědci, kteří se již kvalifikovali jako profesoři. V oddělení saských dějin je to od roku 2019 Joachim Schneider. Jeho předchůdkyněmi byly Katrin Keller (1998–1999) a Martina Schattkowsky (1999–2019). Vedoucí oddělení etnografie je od roku 2014 Ira Spieker. Před ní byli za tuto oblast odpovědní Bernd Schöne (1998–2000), Johannes Moser (2002–2006) a Manfred Seifert (2006–2013).

## Výzkumné projekty
Vedle střednědobých výzkumných projektů, které primárně slouží ke kvalifikačním příležitostem pro mladé vědce a doktorandy, probíhá na ISGV několik dlouhodobých projektů základního výzkumu, jejichž výsledky jsou, pokud možno v plném rozsahu dostupné online:
- Repertorium Saxonicum Dostupné online – Projekt se zabývá vývojem saských kurfiřtských úředních knih od poloviny 16. století. Od roku 2016 jsou tyto úřední knihy digitalizovány a zpřístupněny pomocí databáze.[5]
- Codex diplomaticus Saxoniae (CDS) Dostupné online – V rámci projektu, který je zaměřen na středověké listiny Středního Německa, bylo na ISGV obnoveno zpracovávání dokumentů kláštera Altzella a papežských dokumentů Hlavního státního archivu v Drážďanech. Naposled byly v roce 2014 vydány dva svazky listin města Zwickau. Kromě toho se plánuje rozšíření a pokračování knihy listin města Drážďany. Od roku 2005 byly všechny svazky „staré řady“ vydané do roku 1941 zpřístupněny online.[6]
- Sächsische Biographie Dostupné online – Saskými biografiemi sleduje ISGV cíl vytvořit centrální online lexikon důležitých osobností, které působili v saském prostoru od 10. století do současnosti.[7]
- Visuelle Quellen zur Volkskultur in Sachsen Dostupné online – Tento obrazový archiv obsahuje jedinečnou sbírku fotografií, ilustrací a dalších grafických vyobrazení. K některým z médií, jež byla dosud shromážděna, lze přistupovat prostřednictvím online databáze.[8]
- Lebensgeschichtliches Archiv Dostupné online – Tento sbírkotvorný projekt je pokusem o přiblížení saských dějin a každodennosti s pomocí egodokumentů. Za tímto účelem jsou v rámci tohoto projektu získávány a shromažďovány příslušné materiály.[9]
- Historische Ortsverzeichnis von Sachsen Dostupné online – Historický seznam obcí Saska, jenž byl v roce 2006 v novém vydání publikován Karlheinzem Blaschkem a Susanne Baudisch, je od roku 2008 k dispozici v online databázi, která se postupně aktualizuje a rozšiřuje.[10]

## Publikace

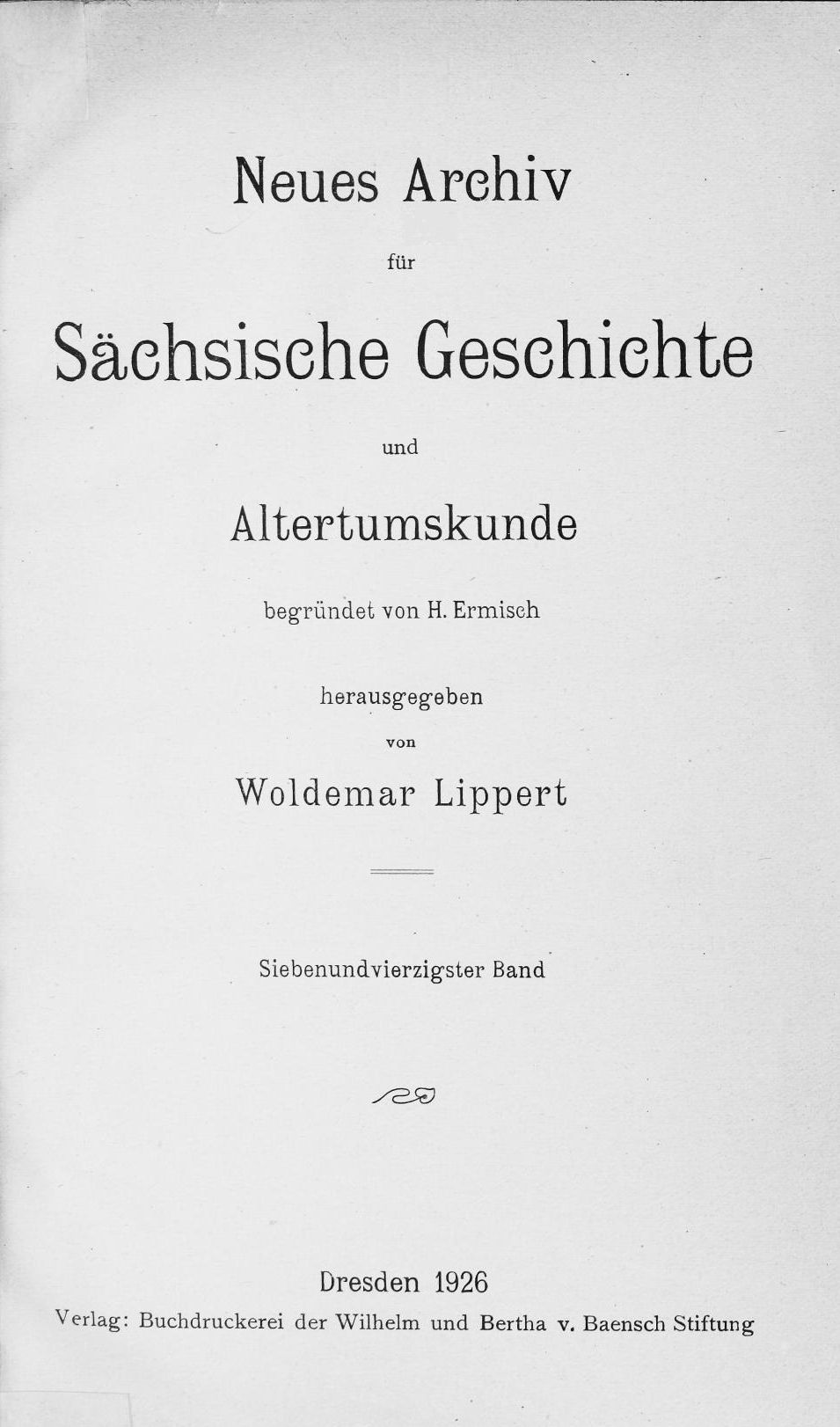
Titulní strana časopisu Neues Archiv für sächsische Geschichte

### Časopisy
- Neues Archiv für sächsische Geschichte (NASG) – Nový archiv pro saské dějiny je tradičním časopisem pro saské zemské dějiny. Poprvé vyšel roku 1863 a od roku 1999 (Bd. 70) je vydáván ve spojení s ISGV.
- Volkskunde in Sachsen (ViS) – V této ročence jsou publikovány články k etnografii Saska a Středního Německa. Vedle toho zde – v návaznosti na bývalý časopis Demos  z dob NDR – vycházejí rovněž články na téma východní Evropy.

### Edice
- Schriften zur sächsischen Geschichte und Volkskunde (Spisy k saským dějinám a etnografii) – Knižní řada spisů o saské historii a etnografii, vydávaná představenstvem a vedoucími kateder, vychází od roku 2000 v nakladatelství Leipziger Universitätsverlag. Dosud vyšlo více než 45 svazků. Edice tvoří ústřední fórum ISGV pro publikování nových výzkumných výsledků a zahrnuje sborníky z konferencí a monografie. Kromě disertačních a habilitačních prací o historii a kultuře Saska, které vznikly na saských univerzitách, jsou zohledňovány také kvalifikační práce z jiných spolkových zemí.
- Bausteine aus dem Institut für Sächsische Geschichte und Volkskunde (Stavební kameny z ISGV) – Tato edice, jež tvoří „malou“ řadu ISGV, je vydávána od roku 2004 a zahrnuje 33 svazků. Je určena pro edice pramenů a studie menšího rozsahu, za jaké lze považovat kvalitní magisterské práce, nebo dokumentaci workshopů.
- Quellen und Materialien zur sächsischen Geschichte und Volkskunde (Prameny a materiály k saským dějinám a etnografii) – Edice pramenů a materiálů je zamýšlena jako doplněk k „velké“ knižní řadě.
- Spurensuche – Geschichte und Kultur Sachsens (Hledání stop – dějiny a kultura Saska) – Edice byla založena roku 2007 u příležitosti desátého výročí ISGV. Aktuální témata zemské historie a etnografie jsou zde pojednávána pro nejširší publikum, srozumitelným jazykem a s co největším počtem ilustrací.

### Zvláštní publikace
- Europäische Ethnologien im neuen Millennium : osteuropäische Ethnologien auf neuen Wegen - Abschied vom Referatenorgan DEMOS ; Referate einer Tagung des Instituts für Sächsische Geschichte und Volkskunde e.V. am 12. und 13. November 2001 in Dresden. Příprava vydání Brigitte Emmrich, Johannes Moser. Dresden: Thelem, 2002. 184 s. ISBN 978-3-935712-11-8. (německy) (Referáty z konference ISGV, která se konala 12. a 13. listopadu 2001 v Drážďanech)
- Dieser Schmerz bleibt – Lebenserinnerungen vertriebener Polen und Schlesier. Audiodkument na 2 CD, Drážďany 2004.